# Origene
Origène, o Orígene, di Alessandria (in greco antico: Ὠριγένης?, Ōrigénēs, detto Adamanzio; in latino Origenes Adamantius, «resistente come il diamante»; Alessandria d'Egitto, 185 – Tiro, 254), è stato un teologo e filosofo greco antico.
È considerato uno tra i principali scrittori e teologi cristiani dei primi tre secoli. Presbitero di famiglia greca cristiana, fu direttore della Scuola catechetica di Alessandria. Interpretò la transizione dalla filosofia pagana al cristianesimo e fu l'ideatore del primo grande sistema di filosofia cristiana.
Scrisse molti testi di natura teologica, anche se, per umiltà, non alluse quasi mai a se stesso nelle sue opere. Tuttavia, Eusebio di Cesarea gli dedicò quasi l'intero sesto libro della Storia ecclesiastica; inoltre, in collaborazione con Panfilo di Cesarea, compose l'Apologia per Origene; tale opera, che pure ai suoi tempi poteva essere considerata di parte, dimostra tuttavia che Eusebio era ben informato sui dettagli della vita e del pensiero di Origene. Delle sue opere si trovano tracce anche negli scritti di Gregorio Taumaturgo, nelle controversie tra Sofronio, Eusebio di Cesarea, Girolamo e Tirannio Rufino, in Epifanio di Salamina e in Fozio I di Costantinopoli.
Origene Adamanzio non deve essere confuso con l'omonimo filosofo pagano.

## Biografia

### Vita ad Alessandria (185-232)
Nacque probabilmente ad Alessandria d'Egitto nel 185 da genitori cristiani di lingua greca. Origene era appena un diciassettenne quando, nel 202, la persecuzione di Settimio Severo si abbatté sulla Chiesa di Alessandria. Quando suo padre, Leonida, fu gettato in prigione, Origene avrebbe voluto condividere il suo destino, ma non fu in grado di farlo, poiché sua madre gli aveva nascosto gli abiti, pertanto riuscì solamente a scrivere una lettera ardente ed entusiastica a suo padre, con la quale lo esortava a perseverare coraggiosamente nella sua scelta. Quando Leonida patì il martirio e le sue fortune vennero confiscate dalle autorità imperiali, il figlio dovette provvedere per la madre e i suoi sei fratelli più giovani. Riuscì ad adempiere a questo gravoso compito lavorando come insegnante di grammatica e retorica, vendendo i suoi manoscritti, e grazie al generoso aiuto di una ricca signora cristiana che ammirava il suo talento.
Poco tempo dopo, il rettore della più famosa scuola teologica cristiana, san Clemente Alessandrino, dovette fuggire a causa delle persecuzioni. In assenza di catechisti, Origene, pur essendo laico, iniziò ad insegnare nell'istituto. Solo un anno dopo ottenne il permesso formale di insegnare dottrina cristiana dal vescovo Demetrio. La scuola, che era frequentata anche da pagani, presto divenne un asilo per neofiti, confessori e martiri. Tra questi ultimi: Basilide e i santi Plutarco, Sereno, Eraclide, Erone, Sereno, Eraide, Potamiena e Marcella. Origene li accompagnò al martirio incoraggiandoli con le sue esortazioni.
Nonostante avesse iniziato a insegnare a un'età così giovane, riconobbe la necessità di completare la propria istruzione. Frequentando le scuole filosofiche, specialmente quella di Ammonio Sacca, che fu anche maestro di Plotino, si dedicò allo studio dei filosofi, in particolare di Platone e degli Stoici. In questo non faceva altro che seguire le orme dei suoi predecessori Panteno e Clemente. In seguito, quando quest'ultimo mise a disposizione della scuola catechetica le sue opere, imparò l'ebraico, e si mise in contatto con alcuni ebrei che lo aiutarono a risolvere alcuni suoi dubbi. Verso il 210, il suo estremo rigore ascetico nel seguire le Sacre Scritture lo portò forse ad evirarsi, pratica non del tutto sconosciuta nel cristianesimo delle origini (seppur espressamente vietata). Secondo alcuni autori, per questa automutilazione il vescovo Demetrio non lo volle mai ordinare sacerdote.
Il corso dei suoi lavori ad Alessandria fu interrotto da cinque viaggi. Intorno al 213, sotto papa Zefirino e l'imperatore Caracalla, desiderò vedere "l'antichissima Chiesa di Roma" (Eusebio, Storia ecclesiastica, VI, XIV). Poco dopo fu invitato dal governatore d'Arabia, che era desideroso di incontrarlo (VI, XIX). Fu probabilmente nel 215 o 216, quando la persecuzione di Caracalla imperversava in Egitto, che visitò la Palestina, dove Teoctisto di Cesarea e Alessandro di Gerusalemme, lo invitarono a predicare nonostante fosse ancora un laico. Verso il 218 l'imperatrice Giulia Mamea, madre di Alessandro Severo lo portò ad Antiochia (VI, XXI). Finalmente, molto più tardi, sotto Ponziano di Roma e Zebino di Antiochia, si recò in Grecia.
Al suo passaggio a Cesarea, Teoctisto, vescovo di quella città, assistito da Alessandro, vescovo di Gerusalemme, lo consacrò sacerdote.
Demetrio, nonostante avesse fornito Origene di lettere di accredito, fu offeso moltissimo da questa ordinazione che aveva avuto luogo senza che ne fosse a conoscenza e, come pensava, in deroga ai suoi privilegi. Quest'ultimo era invidioso della crescente influenza del suo catechista (Eusebio VI, VIII). Al suo ritorno ad Alessandria, Origene percepì presto l'ostilità del suo vescovo. Demetrio, secondo Eusebio di Cesarea, mosso dall'invidia, nel 231 convocò un sinodo nel quale, argomentando che un eunuco non poteva essere ordinato sacerdote, Origene fu deposto dal sacerdozio."Se consultiamo le fonti che ci informano sulle ragioni del processo ecclesiastico intentato a Origene dal vescovo di Alessandria Demetrio, cioè Panfilo secondo Fozio e precisamente Eusebio e Girolamo, nulla vi si dice di ragioni dottrinali. La causa essenziale è l'ordinazione presbiterale di Origene fatta da un vescovo, di cui non era soggetto."
I dettagli di questa vicenda furono riportati da Eusebio nel secondo libro perduto dell' Apologia per Origene; secondo Fozio, che aveva letto l'opera, furono convocati ad Alessandria due Concili, il primo di questi esiliò Origene, mentre l'altro lo depose dal sacerdozio (Bibliotheca Cod. 118).
Alla morte di Demetrio (232), Origene ritornò ad Alessandria, ma Eraclio, il nuovo vescovo, rinnovò la scomunica. Di fronte ad una tale situazione, cui si sommavano le «accuse di eresia», Origene lasciò per sempre l'Egitto. Origene fu protagonista di affermazioni radicali, quali: 
- creazione ab aeterno[11]: la cristianità invece sostiene la creazione in initio temporis;
- subordinazionismo del Figlio al Padre[11]: che sarà definitivamente negato dal Concilio di Nicea del 325;
- provvisorietà delle pene infernali[11].

San Girolamo, comunque, affermava espressamente che non fu condannato per alcun punto della sua dottrina. La sua dottrina fu condannata da san Metodio di Olimpo, san Pietro I di Alessandria, dal Panarion di sant'Epifanio di Salamina finché Teofilo di Alessandria nel 400 ottenne l'indizione di un sinodo di vescovi egiziani e la sua condanna, approvata poi da Papa Anastasio I con lettere inviate a due vescovi di Milano, San Simpliciano prima e al suo successore Venerio poi.

### L'esilio a Cesarea marittima (232-254)
Origene fissò la sua nuova dimora a Cesarea marittima (232). Insieme al suo protettore e amico Teoctisto, fondò una nuova scuola teologica, che venne dotata della più ricca biblioteca di tutta l'antichità cristiana, e ricominciò il suo Commentario su San Giovanni dal punto in cui era stato interrotto.
Presto fu nuovamente circondato di discepoli. Il più famoso di questi fu, sicuramente, Gregorio Taumaturgo, che, insieme a suo fratello Apollodoro, seguì i corsi di Origene per cinque anni. Durante la persecuzione di Massimino il Trace (235-237), Origene si recò presso il suo amico Firmiliano, vescovo di Cesarea in Cappadocia, che lo trattenne per un lungo periodo. In questa occasione, fu ospitato da una signora cristiana chiamata Giuliana, che aveva ereditato gli scritti di Simmaco l'Ebionita, traduttore dell'Antico Testamento.
Gli anni successivi furono dedicati quasi ininterrottamente alla composizione dei Commentari. Eusebio fa menzione solamente di alcune escursioni sui luoghi santi, di un viaggio ad Atene, e di due viaggi in Arabia, uno dei quali (244) fu intrapreso per la conversione di Berillo di Bostra, un patripassiano, l'altro per confutare certi eretici che negavano la Risurrezione.
L'età non ne diminuì le attività: quando scrisse il Contra Celsum e il Commentario su San Matteo aveva 60 anni. La persecuzione di Decio (250) gli impedì di continuare questi lavori. Origene fu imprigionato e barbaramente torturato, ma il suo coraggio non venne meno nella sua prigionia, da dove scrisse lettere che trasmettono lo spirito dei martiri. Alla morte di Decio (251), Origene era ancora vivo, ma non gli sopravvisse per molto. Morì, probabilmente, per le sofferenze patite durante la persecuzione nel 253 o nel 254, all'età di 69 anni. Passò i suoi ultimi giorni a Tiro, sebbene la ragione per cui si ritirò colà sia ignota. Fu sepolto con tutti gli onori come confessore della Fede. Per molto tempo il suo sepolcro, dietro l'altare maggiore della cattedrale di Tiro fu meta di pellegrinaggio. Oggi, poiché della cattedrale resta solo un cumulo di rovine, l'ubicazione esatta della tomba è ignota.

## Opere
Pochi autori furono prolifici come Origene. Epifanio di Salamina stimava in 6 000 il numero delle sue opere, sicuramente considerando separatamente i diversi libri di un'unica opera, le omelie, le lettere, e i suoi più piccoli trattati (Panarion, LXIV, LXIII). Questa cifra, pur riportata da molti scrittori ecclesiastici sembra, tuttavia, grandemente esagerata. Girolamo assicurava che l'elenco delle opere di Origene steso da Panfilo di Cesarea non contenesse più di 2 000 titoli (Contra Rufinum, II, XXII; III, XXIII); ma questo elenco era evidentemente incompleto.

### Scritti esegetici
Origene dedicò tre generi di scritti all'interpretazione delle Sacre Scritture: commentari, omelie, e scholia.
- I commentari (tomoi, libri, volumina) sono l'esito di un'approfondita lettura dell'Antico e del Nuovo Testamento. Un'idea della loro estensione si può avere dal fatto che le parole di Giovanni: «In principio era il Verbo», fornirono materiale per un intero rotolo di papiro. Di questi sopravvivono, in greco, solamente otto libri del Commentario su San Matteo,[24] e nove libri del Commentario su San Giovanni;[25] in latino, una traduzione anonima del Commentario su San Matteo che comincia con il capitolo XVI, tre libri e mezzo del Commentario sul Cantico dei Cantici tradotto da Tirannio Rufino, e un compendio del Commentario sulla Lettera ai Romani a cura dello stesso traduttore.
- Le omelie (homiliai, homiliae, tractatus) sono discorsi pubblici sulle Sacre scritture, spesso estemporanei e registrati all'impronta dagli stenografi. L'elenco è lungo e indubbiamente doveva essere più lungo se era vero che Origene, come Panfilo dichiarava nella sua Apologia, predicava pressoché ogni giorno. Ne rimangono 21 in greco (venti sul Libro di Geremia, più la celebre omelia sulla Strega di Endor); mentre in latino ne sopravvivono 118 tradotte da Rufino, 78 tradotte da san Girolamo e alcune altre di dubbia autenticità, conservate in una raccolta di omelie. Il Tractatus Origenis recentemente scoperto non è opera di Origene, sebbene l'autore si sia avvalso dei suoi scritti. Origene fu chiamato "Padre dell'omelia" perché eccelse particolarmente in questo tipo di letteratura, ricolma di istruttivi dettagli sui costumi della Chiesa primitiva, sulle sue istituzioni, sulla sua disciplina, sulla liturgia, e sui sacramenti. Il 5 aprile 2012 la filologa bellunese Marina Molin Pradel ha ritrovato ventinove omelie inedite di Origene in un codice bizantino dell'XI secolo, il Monacense greco 314, conservate alla Biblioteca di Stato di Monaco di Baviera.[26][27]
- Gli scholia (scholia, excerpta, commaticum interpretandi genus) sono note esegetiche, filologiche, o storiche su parole o brani della Bibbia. Riprendono il modello dei grammatici alessandrini, i quali inserivano note in calce ai testi degli scrittori profani. A parte pochi brevi frammenti, gli scholia sono andati tutti perduti.

### Opere dottrinali
Tra esse vanno annoverate:
- De principiis,[28] opera giunta a noi soltanto nella traduzione latina di Rufino[29] e nelle citazioni della Philocalia[30] (che potrebbe contenere circa un sesto dell'opera). Il De principiis, composto ad Alessandria in quattro libri, tratta in successione, lasciando spazio a numerose digressioni, di: (a) Dio e la Trinità, (b) il mondo e la sua relazione con Dio, (c) l'uomo e il libero arbitrio, (d) le Sacre scritture, la loro ispirazione e interpretazione. Quest'ultimo è il cosiddetto Trattato di ermeneutica biblica, nel quale Origene fornisce una sistematizzazione dei criteri interpretativi dell'Antico Testamento. Era evidenza comune che per i cristiani l'Antico Testamento andasse letto come opera che prefigurava l'avvento messianico di Cristo. Ma i primi cristiani non riuscivano a codificare questo principio con una regola.[31] Origene affermò che si poteva rintracciare nel testo stesso il significato “spirituale”. L'Antico Testamento è espresso in due forme: letterale ed allegorico. Nel De Principiis Origene afferma:[32]

(Origene, De principiis, IV 2, 4 Görgemanns - Karpp)
- Sulla Pasqua:[33] un trattato esegetico sulla Pasqua frequentemente citato nelle catene dell'Antico Testamento, in Procopio di Gaza e in Vittore di Capua, ma rimasto del tutto sconosciuto fino al 1941.
- Sulla preghiera (o Esortazione al martirio):[34] un opuscolum giuntoci per intero nella sua forma originale, che fu inviato da Origene al suo amico Ambrogio, che in seguito sarebbe stato messo in prigione a causa della Fede.
- Dialogo con Eraclide:[35] quest'opera è stata scoperta a Tura (Egitto) nel 1941 ed è il verbale di una discussione, avvenuta in presenza di un gruppo di vescovi, con il vescovo Eraclide, la cui ortodossia era contestata.

San Girolamo, con particolare riferimento al De principiis, elenca le seguenti eresie proclamate da Origene: la creazione del Figlio di Dio, Spirito Santo come un servitore di Dio, l'esistenza di innumerevoli universi che si succedono uno all'altro in eterno, l'unione degli angeli all'anima umana, il divenire dei corpi umani in spiriti aereiformi che gradualmente svaniscono in fine arie e nel nulla (divenendo incorporei), e che alla fine dei tempi, tutte le creature, incluso il diavolo, condivideranno il medesimo stato esistenziale nel medesimo grado (la stessa sostanza).

### Opere apologetiche
Tra esse si ricordano:
- Contra Celsum.[36] Negli otto libri dell'opera Origene segue punto su punto il suo avversario, il filosofo neoplatonico Celso, confutando dettagliatamente ognuna delle sue affermazioni. È un modello di ragionamento, erudizione e schietta polemica. L'opera ci permette anche di ricostruire nel dettaglio il pensiero del filosofo pagano. Origene adottò un tipo di apologia seriamente costruita, che investiva i vari aspetti del rapporto tra paganesimo e cristianesimo, non escluso quello politico: l'autore affermava infatti quell'autonomia della religione dal potere che sarà poi sviluppata con decisione da Sant'Ambrogio in ambito latino.[Nota 2]

### Opere filologiche
Il merito più importante di Origene fu quello di iniziare nella scuola di Cesarea lo studio filologico del testo biblico. Il suo metodo avrebbe, in seguito, influenzato anche Girolamo.
Origene raccolse i suoi studi negli Exapla, una vera e propria edizione critica della Bibbia redatta con un metodo non dissimile da quello filologico ellenistico (cui si richiamava anche per i segni con cui si indicavano parti considerevoli o difficili del testo). L'obiettivo dell'edizione sinottica fu quello di offrire un testo quanto più possibile unitario e attendibile; ciò derivò anche dall'opposizione della comunità ebraica alla versione della Bibbia dei Settanta ritenuta troppo imprecisa. Pertanto, il titolo dell'opera indica le "sei versioni" del testo disposte su sei colonne:
1. Testo ebraico originale;
2. Testo ebraico traslitterato in greco (per facilitarne la comprensione, visto che l'ebraico non ebbe vocali almeno fino al VII secolo ed era perciò poco comprensibile);
3. Traduzione greca di Aquila (età di Publio Elio Traiano Adriano, estremamente fedele all'originale);
4. Traduzione greca di Simmaco l'Ebionita;
5. Traduzione dei Settanta;
6. Traduzione greca di Teodozione.

Nel caso dei Salmi, l'edizione diventava un Oktapla, cioè presentava altre due colonne con altrettante traduzioni supplementari. Vista la mole dell'opera, essa era disponibile in un solo esemplare. Si trattò un lavoro di scuola a cui Origene fece da sovrintendente. Purtroppo di quest'opera esistono pochissimi frammenti, ma, grazie a scrittori successivi, se ne conosce il piano.

### Epistole
Siamo in possesso di sole due lettere di Origene: una indirizzata a Gregorio Taumaturgo che ha per argomento le Sacre scritture, l'altra a Giulio Africano sulle aggiunte greche al Libro di Daniele. Delle altre lettere origeniane si conservano estratti e citazioni in autori come Eusebio, Girolamo e Rufino, che restituiscono, sia pure parzialmente, le difficili condizioni ambientali in cui l'autore si trovava a operare.

## Dottrina
Le speculazioni filosofiche del grande direttore del Didaskaleion lo esposero a feroci critiche e condanne, soprattutto dal IV secolo in poi. Tuttavia egli nella prefazione al De principiis stabilì una regola, così formulata nella traduzione di Rufino: «Illa sola credenda est veritas quae in nullo ab ecclesiastica et apostolica discordat traditione». Pressoché la stessa norma viene espressa in termini equivalenti in molti altri passaggi dell'opera: «non debemus credere nisi quemadmodum per successionem Ecclesiae Dei tradiderunt nobis». In base a questi principi, Origene si appellava continuamente alla preghiera ecclesiastica, all'insegnamento ecclesiastico, e alla regola ecclesiastica della fede (kanon). Egli accettava solamente i quattro Vangeli Canonici perché la tradizione non ne ammetteva altri; sosteneva la necessità del battesimo perché era concorde con la pratica della Chiesa fondata sulla tradizione Apostolica; avvertiva coloro che interpretavano le Sacre scritture di non fare affidamento sul proprio giudizio ma "sulla regola della Chiesa istituita da Cristo". Per questo, aggiungeva, "noi abbiamo solamente due luci che ci possano guidare: Cristo e la Chiesa; la Chiesa riflette fedelmente la luce ricevuta da Cristo, come la luna riflette i raggi del sole. Il segno distintivo del cattolico è l'appartenenza alla Chiesa, al di fuori della quale non c'è salvezza; al contrario, colui che abbandona la Chiesa cammina nell'oscurità, è un eretico". È attraverso il principio dell'autorità che Origene era solito smascherare e combattere gli errori dottrinali; invocava lo stesso principio quando enumerava i dogmi della fede.
Sulla base di tali presupposti si può iniziare a esaminare la dottrina di Origene, basata su tre punti fondamentali:
- Allegorismo nell'interpretazione delle Sacre Scritture;
- Subordinazione delle Persone Divine;
- Teoria delle prove successive da superare, anche oltre l'esistenza terrena, fino alla salvezza o redenzione finale (apocatastasi).[38][39]

### Allegoria nell'interpretazione delle Sacre Scritture
La concezione origeniana dell'ispirazione, del significato e dell'interpretazione delle Sacre Scritture è contenuta nei primi 15 capitoli del Philocalia. Secondo Origene le Sacre Scritture sono ispirate perché sono la parola e l'opera di Dio. Ma l'autore ispirato, lontano dall'essere uno strumento inerte, ha il pieno possesso delle sue facoltà, è consapevole di ciò che sta scrivendo; è libero di riferire il suo messaggio o no; non è perso in un delirio passeggero come gli oracoli pagani, poiché disagi fisici, disturbi dei sensi o perdita momentanea della ragione altro non sono che prove dell'azione degli spiriti maligni. Dato che le Sacre Scritture derivano da Dio, dovrebbero avere le caratteristiche distintive dell'opera Divina: la verità, l'unità, e la pienezza. La parola di Dio non può essere falsa; pertanto non possono essere ammessi errori o contraddizioni nelle Sacre Scritture. Essendo l'autore delle Sacre Scritture unico, la Bibbia può essere considerata più come un libro unico che una raccolta di libri, uno strumento perfettamente armonioso. Ma la caratteristica più Divina delle Sacre Scritture è la loro pienezza: «Non c'è nelle Sacre scritture il più piccolo brano (cheraia) che non rifletta la saggezza di Dio». Ci sono imperfezioni nella Bibbia: antilogie, ripetizioni e discontinuità; ma queste imperfezioni divengono perfezioni poiché ci conducono all'allegoria e al significato spirituale.
In un primo momento, partendo dalla tripartizione platonica (Platone distingue tra «carne» o soma, «anima» o ψυχή, e «intelletto» o νοῦς), Origene affermava che i testi della Sacra Scrittura dovevano essere letti secondo tre prospettive: la "lettura carnale", la "lettura psichica" e la "lettura pneumatica" (corrispondenti, rispettivamente, al senso grammaticale, al significato animico, ed alla dimensione escatologica-spirituale. C'era dunque un legame profondo tra l'uomo e la Bibbia, tra l'interpretazione della Bibbia e le fasi della salvezza.
Le due grandi regole dell'interpretazione fissate dall'esegeta di Alessandria, prese per loro stesse e indipendentemente da interpretazioni erronee, sono a prova di critica. Esse possono essere così formulate:
- Le Sacre Scritture devono essere interpretate in una maniera degna di Dio, loro unico autore;
- Il senso "corporale" (o letterale) delle Sacre Scritture non deve essere seguito quando questo comporti anche una sola cosa impossibile, assurda o indegna di Dio. Siccome la Bibbia è opera di Dio, allora è necessario lo sforzo umano della ricerca per capirne il senso. Bisogna andare oltre la superficie del testo per scoprirne l'intenzione.

I problemi sorgono dall'applicazione di queste regole. Sebbene egli stesso li indicasse come eccezioni, Origene ammetteva troppi casi in cui le Sacre Scritture non andavano interpretate letteralmente. In questo senso appare forzato il ricorso all’interpretazione allegorica per spiegare semplici antilogie o antinomie. Considerava che alcuni racconti o precetti della Bibbia fossero indegni di Dio se fossero stati presi alla lettera. Giustificava l'allegoria argomentando che, altrimenti, alcune parti o precetti abrogati sarebbero apparsi inutili al lettore: un fatto che gli fosse apparso contrario alla provvidenza dell'ispiratore divino e alla dignità del documento era quindi letto in questa maniera. Sebbene le critiche dirette contro il suo metodo allegorico da Epifanio e da Metodio non fossero infondate, tuttavia molti rimproveri sorgevano da malintesi.

### Subordinazione delle Persone Divine
Le tre Persone della Trinità si distinguono dalle creature per tre caratteristiche: l'assoluta immaterialità, l'onniscienza e la sostanziale santità. Come è ben noto, molti antichi scrittori ecclesiastici attribuivano agli spiriti creati una sorta di ambiente aereo (o etereo) senza il quale non potevano interagire. Sebbene non prenda una decisa posizione, Origene era di questa opinione. Tuttavia, non appena si poneva una domanda sulle Persone Divine, era perfettamente sicuro che, oltre a non avere un corpo e non fossero contenute in un corpo, questa caratteristica appartenesse solamente alla Trinità (De principiis, IV, 27; I, VI, II, II, 2; II, IV 3 ecc.). La conoscenza in possesso di ogni creatura, essendo essenzialmente limitata, è imperfetta e, perciò, suscettibile di essere sempre aumentata. Ma sarebbe impensabile che lo stesso principio si applichi alle Persone Divine: come può il Figlio, che è la Saggezza del Padre, essere ignorante di qualsiasi cosa? (In Joan., 1,27; Contra Celsum, VI, XVII). Allo stesso modo non si può ammettere l'ignoranza dello Spirito che "indaga le cose profonde di Dio" (De principiis, I, V, 4; I, VI, 2; I, VII, 3; In Num. him., XI, 8 ecc.). Come la sostanziale santità è privilegio esclusivo della Trinità, così è anche l'unica fonte di tutta la santità creata. Il peccato viene perdonato solo grazie all'azione simultanea di Padre, Figlio, e Spirito Santo. In una parola, le tre Persone della Trinità sono indivisibili nel loro essere, nella loro presenza e nel loro operare.
Insieme a questi testi perfettamente ortodossi, altri devono essere interpretati con estrema attenzione, con un'avvertenza: la lingua della teologia non era ancora perfettamente sviluppata e Origene fu il primo ad affrontare questi - spesso difficili - problemi. Apparirà allora che la subordinazione delle Persone Divine, così grandemente utilizzata contro Origene dai suoi avversari consisteva, generalmente, in differenze di attribuzioni (il Padre "creatore", il Figlio "redentore", lo Spirito "santificatore") che sembravano assegnare alle Persone un diverso campo d'azione, o nella pratica liturgica di pregare il Padre attraverso il Figlio nello Spirito Santo, o nella teoria (molto diffusa all'interno della Chiesa greca dei primi cinque secoli) secondo cui il Padre aveva una preminenza (taxis) sulle altre due Persone, per il solo fatto che ordinariamente il Padre era preminente per dignità (axioma), poiché rappresentava l'intera Divinità, della quale era il principio (arché), l'origine (aitios), e la fonte (pege). Ecco perché Atanasio difende l'ortodossia di Origene sulla Trinità e perché Basilio e Gregorio di Nazianzo risposero agli eretici che rivendicavano l'appoggio della sua autorità che lo avevano frainteso.
Origene fu il primo esegeta cristiano a porre in relazione la filosofia antica con il cristianesimo. Nella sua teoria, le tre ipostasi neoplatoniche poste a fondamento dell'universo corrispondono: l'Uno alla persona del Padre, il pensiero-essere alla persona dello Spirito Santo (relazione di amore fra il Padre e il Figlio, fra l'Uno e la materia) e la materia (intesa unita alla forma) al Figlio. Esse non sono più viste come tre ipostasi digradanti ma come tre entità pari, distinte e identiche nello stesso tempo.

### Origine e destino degli esseri razionali
Il sistema che ne risulta non è coerente, tanto che Origene, riconoscendo francamente le contraddizioni tra gli elementi incompatibili che stava tentando di unire, si tirava indietro dalle conseguenze, rifiutava le conclusioni logiche, e spesso correggeva con professioni di fede ortodosse l'eterodossia delle sue speculazioni. Le esegesi di Origene sono contenute nel De principiis. Il loro sistema può essere ridotto a poche ipotesi, l'errore (e il pericolo d'incorrere nell'errore) non fu riconosciuto da Origene. Egli era un sostenitore del libero arbitrio, tanto che tredici secoli dopo Erasmo da Rotterdam affermava di imparare più filosofia da una pagina di Origene che da dieci di Agostino.

#### Eternità della creazione
Qualunque cosa esiste fuori da Dio fu creata da Lui: l'Adamanzio difese sempre più energicamente questa tesi contro i filosofi pagani che ammettevano l'esistenza di una materia non creata. Ma egli credeva che Dio creò dall'eternità, pertanto "è assurdo", affermava, "immaginare la natura di Dio inattiva, o la Sua bontà inefficace, o il Suo dominio senza soggetti". Di conseguenza era costretto ad ammettere una duplice serie infinita di mondi prima e dopo il mondo attuale.

#### Uguaglianza originale degli Spiriti Creati
"In principio tutte le nature intellettuali furono create uguali e simili, poiché Dio non aveva motivo per crearle altrimenti". Le loro attuali differenze sono derivate solamente dal loro differente uso del dono del libero arbitrio. Gli spiriti creati buoni e felici si stancarono della loro felicità e precipitarono, alcuni più, altri meno. Da quel momento si creò la gerarchia degli angeli; da quel momento nacquero anche le quattro categorie di intelletti creati: angeli, stelle (supponendo, come è probabile, che esse fossero animate) uomini e demoni. Ma i loro ruoli potranno essere, un giorno, cambiati; poiché ciò che il libero arbitrio ha fatto, il libero arbitrio può disfare, e solo la Trinità è essenzialmente immutabile nella sua bontà.
Cercando di conciliare il cristianesimo col platonismo, egli ammetteva perciò la preesistenza delle anime umane alla nascita terrena, e anche la possbilità che esse attraversassero altre vite, non solo sulla terra ma anche nei mondi spirituali.

#### Salvezza dei demoni e peccato degli angeli di Dio
Origene quindi affermò che gli angeli come gli esseri umani possono peccare, pentirsi ed ottenere il perdono divino. Secondo la sua filosofia, un angelo di Dio può diventare demone, e viceversa ogni demone può ottenere il perdono di tutti i peccati e la salvezza eterna nel Giudizio Universale, poiché la morte in croce e la resurrezione di Gesù Cristo sarebbero avvenute anche per la loro redenzione.

#### Essenza e ragion d'essere della materia
La materia esiste solamente in funzione dello spirito; se lo spirito non ne avesse bisogno, la materia non esisterebbe, poiché il suo fine non è in sé stessa. Ma sembrava a Origene - sebbene non si avventurasse in dichiarazioni di tal fatta - che gli spiriti creati, anche quelli più perfetti, non potessero fare a meno di una materia, estremamente diluita e sottile, che gli serviva come veicolo e mezzo d'azione. La materia, perciò, fu creata insieme allo spirito, anche se lo spirito è, logicamente, precedente; e la materia non cesserà mai di esistere perché lo spirito, quantunque perfetto, ne avrà sempre bisogno. Ma la materia, che è suscettibile di trasformazioni infinite, si adatta alle diverse condizioni degli spiriti. "Quando è funzionale agli spiriti più imperfetti, si solidifica, si addensa, e forma i corpi del mondo visibile. Se è funzionale ad intelligenze superiori, splende con la luminosità dei corpi celesti e serve da abbigliamento per gli angeli di Dio, ed i bambini della Risurrezione".

#### Universalità della Redenzione e la Salvezza Finale: l'apocatastasi
Alcuni testi delle Scritture sembrano estendere a tutti gli esseri razionali il beneficio della Redenzione. Nel teorizzare ciò, Origene afferma di essere guidato dal principio filosofico, che enunciò molte volte, che la fine è sempre come l'inizio: "Noi pensiamo che la bontà di Dio, attraverso la mediazione di Cristo, porterà tutte le creature ad una stessa fine". La salvezza universale (apocatastasi), necessariamente, discende da questi principi.
Secondo Origene, alla fine dei tempi avverrà la redenzione universale e tutte le creature saranno reintegrate nella pienezza del divino, compresi Satana e la morte: in tal senso, dunque, le pene infernali, per quanto lunghe, avrebbero un carattere non definitivo ma purificatorio. I dannati esistono, ma non per sempre, poiché il disegno salvifico non si potrà compiere se manca una sola creatura.

## Eredità culturale
Durante la sua vita, Origene con i suoi scritti, i suoi insegnamenti, e i rapporti interpersonali esercitò un'enorme influenza. Firmiliano di Cesarea, che si considerava suo discepolo, visse con lui per un lungo periodo per trarre profitto dalla sua cultura. Alessandro di Gerusalemme, suo allievo alla scuola catechetica divenne suo fedele e intimo amico (Eusebio, VI XIV), così come Teoctisto di Cesarea che lo ordinò sacerdote. Berillo di Bostra, che Origene aveva redento dall'eresia, gli fu profondamente legato. Anatolio di Laodicea tessé le sue lodi nel Carmen Paschale. Il dotto Giulio Africano lo consultò: se ne conosce la replica da parte di Origene. Ippolito di Roma apprezzò grandemente il suo valore. Dionisio di Alessandria, suo alunno e successore alla scuola catechetica, quando divenne patriarca di Alessandria gli dedicò il trattato Sulla Persecuzione e, alla notizia della sua morte, scrisse una lettera in cui si profuse in numerosi elogi verso il suo maestro. Gregorio Taumaturgo, che fu suo allievo per cinque anni a Cesarea, gli dedicò un panegirico. Non c'è prova che Eraclio, suo discepolo, collega, e successore alla scuola catechetica, prima di essere elevato al Patriarcato di Alessandria, vacillasse nella sua amicizia. Il nome di Origene era così apprezzato che quando si doveva por fine a uno scisma o mettere a tacere un'eresia, veniva fatto appello alla sua figura.
Dopo la morte, la sua reputazione continuò a crescere. Panfilo di Cesarea, martirizzato nel 307, compose, insieme a Eusebio, un'Apologia di Origene in sei libri, dei quali solo il primo è stato conservato, in una traduzione latina di Rufino di Aquileia. Origene, a quei tempi, aveva molti altri apologisti i cui nomi ci sono ignoti (Fozio, Cod. 117 e 118). Basilio di Cesarea e Gregorio di Nazianzio redassero una Filocalia con i detti di Origene conformi all'ortodossia. Anche i successivi direttori della scuola catechetica continuarono a seguire le sue orme. Teognosto, nel suo Hypotyposes, secondo Fozio, lo seguì addirittura troppo da vicino, sebbene la sua opera fosse approvata da Atanasio di Alessandria. Girolamo, addirittura, indicava Pierio col soprannome di Origenes iunior. Didimo il Cieco compose un'opera per spiegare e giustificare gli insegnamenti contenuti nel De principiis. Atanasio non esitava a citarlo con grandi encomi e spiegava che dovesse essere interpretato non letteralmente.
L'ammirazione per il grande alessandrino fu eguale fuori dall'Egitto. Gregorio Nazianzeno diffuse in tutta l'Anatolia il suo pensiero: in collaborazione con Basilio Magno, pubblicò, con il titolo di Philocalia, un volume contenente brani selezionati del maestro. Nel suo Panegirico di San Gregorio Taumaturgo, Gregorio di Nissa definiva Origene "principe della cultura cristiana". A Cesarea marittima l'ammirazione dei dotti per Origene divenne una passione. Panfilo scrisse un'Apologia; Euzoio trascrisse le sue opere su pergamena; Eusebio le catalogò attentamente e ne fece ampio uso.

I latini non furono meno entusiasti dei greci. Secondo Girolamo, i principali imitatori latini di Origene furono Eusebio di Vercelli, Ilario di Poitiers, Ambrogio da Milano e Vittorino di Petovio. Eccetto Rufino, che praticamente è solo un traduttore, Girolamo, probabilmente, è lo scrittore latino che deve di più a Origene. Di fronte alle controversie sull'ortodossia del suo pensiero, non lo ripudiò mai completamente. Basti leggere i prologhi alle sue traduzioni di Origene (Omelie sul Vangelo secondo Luca, sul Libro di Geremia, sul Libro di Ezechiele e sul Cantico dei Cantici), e le prefazioni ai suoi Commentarii (Libro di Michea, Lettera ai Galati e Lettera agli Efesini, ecc.).
Tra queste espressioni di ammirazione e di lode, si levarono anche delle voci discordi. Metodio di Olimpo, vescovo e martire (311), compose molte opere contro Origene, fra cui un trattato Sulla Risurrezione, del quale Epifanio riporta un lungo estratto (Haereses, LXVI, XII-LXII). Eustazio di Antiochia, che morì in esilio intorno al 337, criticò il suo allegorismo. Anche Alessandro di Alessandria, martirizzato nel 311, lo attaccò, se si deve dar credito a Leonzio di Bisanzio e all'imperatore Giustiniano I. Ma i suoi avversari più accaniti furono gli eretici: Sabelliani, Ariani, Pelagiani, Nestoriani e Apollinaristi.

## Gli origenisti
L'influenza di Origene sul pensiero di altri autori cristiani, fino al VII secolo, fu enorme. Tra questi possiamo ricordare:
- Dionisio di Alessandria (o Dionigi Magno) (circa 190-264), che contrastò il sabellianesimo rifacendosi ad argomentazioni di tipo origenista;
- Teognosto di Alessandria (morto intorno al 282) e San Pierio (morto intorno al 310), immediati successori di Origene alla direzione del Didaskaleion;
- Panfilo di Cesarea (circa 240-309) ed Eusebio di Cesarea (circa 260-340) autori dell'Apologia di Origene;
- papa Damaso I (circa 304-384), che ne tradusse due omelie in latino;
- Didimo il Cieco (circa 313-398), condannato dal Concilio di Costantinopoli del 553 per aver difeso le idee di Origene;
- Ilario di Poitiers (circa 315-367), che venne in contatto con le sue opere durante l'esilio in Frigia;
- Basilio Magno (circa 330-379), Gregorio di Nissa (circa 330-395) e Gregorio di Nazianzo (329-389), che difesero a spada tratta il credo niceno.
- Ambrogio da Milano (circa 339-397), che utilizzò ampiamente l'interpretazione allegorica della Bibbia alla stregua di Origene stesso.
- Sofronio Eusebio Girolamo (circa 342-420), prima ammiratore, poi detrattore del catechista alessandrino.
- Tirannio Rufino (circa 345-411) che ne tradusse in latino molte opere;
- Evagrio Pontico (346-399), ispiratore del monachesimo orientale e maestro di Giovanni Cassiano (circa 360-435), ispiratore di quello occidentale.
- Massimo il Confessore (circa 580-662), che fu il più importante teologo del VII secolo.

Costoro diedero vita al movimento origenista.

### Riferimenti
1. ↑  Panarion, LXIV.
2. ↑  Bibliotheca Cod. 118.
3. ↑  Manlio Simonetti, Emanuela Prinzivalli, Storia della letteratura cristiana antica, Bologna, EDB, 2010.
4. ↑  Eusebio, Historia ecclesiastica, VI, II; Girolamo, De viris illustribus, LIV.
5. ↑  Eusebio, Hist. eccl., VI, 4.
6. ↑   Johannes Quasten, Patrologia. I primi due secoli (II - III), Marietti, 1980,  p. 316.
7. ↑  Eusebio, VI, 23.
8. ↑   Enrico Cattaneo, I ministeri nella Chiesa antica: testi patristici dei primi tre secoli, Paoline, 1997,  p. 360, ISBN 978-88-315-1370-8.
9. ↑  Henri Crouzel, "Origene e l’origenismo: Le condanne di Origene", Augustinianum, 26, 1986, pp. :295-303.
10. ↑   Origene. Vita (PDF), su digilander.libero.it. URL consultato il 3 dicembre 2018 (archiviato il 25 dicembre 2018).
11. 1 2 3 4  l'Enciclopedia, collana "La Biblioteca di Repubblica", Moncalieri (TO), UTET-Istituto Geografico DeAgostini,  2003, vol. 15 (Niev-Perim), p. 349, voce omonima.
12. ↑  Nella lettera XXXIII a Paola (scritta nel 384) San Girolamo spiega che Origene fu condannato dal vescovo Demetrio non a causa della novità o eterodossia delle sue dottrine, ma perché i suoi avversari non potevano tollerare le sue incomparabili eloquenza e conoscenza (§ 4 della lettera, in Patrologia Latina, vol. 22, col. 447).
13. ↑   Étienne Gilson, La scuola d'Alessandria, in La filosofia nel Medioevo, BUR Saggi, marzo 2019,  p. 63, ISBN 978-88-17-04393-9, OCLC 849078970. Ospitato su archive.is.
14. ↑  Lettera sinodale ai vescovi di Palestina e di Cipro (lettera 92 nella corrispondenza di Girolamo); risposta del sinodo di Gerusalemme (ibid. lettera 93); risposta di Dionigi di Lidda (ibid. lettera 94): ed. Labourt, tomo IV, p. 148-160.
15. ↑  Lettera di Anastasio I a Simpliciano, 95 nella corrispondenza di Girolamo (ed. Labourt IV, p. 160-161); per la lettera a Venerio cfr. J. van den Gheyn, Revue d'histoire et de littérature religieuse 4, 1899, 1-12. Sull'argomento vedere Henri Crouzel, "Origene e l'origenismoː le condanne di Origene", Augustinianum, Volume 26, 1/2, Agosto 1986, pp. 295-303.
16. ↑  Sulla biblioteca di Cesarea cfr. Guglielmo Cavallo, Scuola, scriptorium, biblioteca a Cesarea. Una messa a punto, in Le biblioteche nel mondo antico e medievale, a cura di G. Cavallo, Roma – Bari, Laterza, 1988 pp. 65- 78.
17. ↑  Palladio, Hist. Laus., 147.
18. ↑  Eusebio, VI 33.
19. 1 2  Eusebio, VI, 33; Girolamo, De viris illustribus, LX.
20. ↑  Eusebio, Storia ecclesiastica, VI, 38.
21. ↑  Eusebio, Historia ecclesiastica, VI, 39.
22. ↑  Eusebio, Historia ecclesiastica, VII, 1.
23. ↑  San Girolamo, Prologo a Origene, Omelie su Ezechiele, Roma, Città Nuova, 1997, p. 24.
24. ↑  Matthäusklärung, hrsg. von D. Dr. Erich Klostermann unter mitwirkung von Lic. Dr. Ernst Benz, III bd., Leipzig: J. C. Heinrichs'sche Buchandlung, 1935-41 (GCS, 38, 40, 41 = Origenes Werke, 10-12).
25. ↑  Die Johanneskommentar, hrsg. von Lic. Dr. Erwin Preuscher, Leipzig: J. C. Heinrichs'sche Buchandlung, 1903 (GCS, 10 = Origenes Werke, 4).
26. ↑   Ritrovate ventinove omelie inedite di Origene, in L'Osservatore Romano, 13 giugno 2012.
27. ↑  Die neuen Psalmenhomilien, hrsg. von Lorenzo Perrone in Zusammenarbeit mit Marina Molin Pradel, Emanuela Prinzivalli und Antonio Cacciari, Berlin - München - Boston: Walter de Gruyter GmbH, 2015 (GCS. Neue Folge, 19 = Origenes Werke, 13).
28. ↑  De Principiis (ΠΕΡΙ ΑΡΧΩΝ), hrsg. von Hofrat Prof. Dr. Paul Koetschau, Leipzig: J. C. Heinrichs'sche Buchandlung, 1913 (GCS, 22 = Origenes Werke, 5); Origenes, Vier Bücher von den Prinzipien, hrsg., überszt. von Herwig Görgemanns und Heinrich Karpp, Darmstadt: Wissenschaftliche Buchgesellschaft, 1976 (Texte zur Forschung, 24); Origène, Traitè des principes, par Henry Creuzel et Manlio Simonetti, V voll., Paris: Les éditions du CERF, 1978-84 (SC 252, 253, 268, 269, 312); Orígenes, Sobre los Principios, introducción, texto crítico, traducción y notas de Samuel Fernández, prefacio de Manlio Simonetti, Madrid: Ciudad Nueva, 2015 (Fuentes Patrísticas, 27), ma su quest'ultima le note di Nicola Pace, Orígenes, Sobre los Principios. Osservazioni su una recente edizione, «Rivista di Storia e Letteratura religiosa» LII/1 (2016), pp. 135-47.
29. ↑  L'edizione della traduzione di Rufino in Tyrannii Rufini opera, recogn. Manlio Simonetti, Turnholt: Brepols, 1961 (Corpus Christianorum. Series Latina, 20). Sulle due versioni (greca e latina) e per un'analisi della tecnica di traduzione di Rufino: Nicola Pace, Ricerche sulla traduzione di Rufino del «De principiis» di Origene, Firenze: La Nuova Italia, 1990 (Pubblicazioni della Facoltà di Lettere e Filosofia dell'Università di Milano, 133 = Sezione a cura dell'Istituto di filologia classica, 2); Id., Un passo discusso della traduzione rufiniana del Perì Archôn di Origene (I 6, 2), in Storia ed esegesi in Rufino di Concordia, a c. di Antonio Quacquarelli, Udine: Arti Grafiche Friulane, 1992 (Antichità Altoadriatiche, 39), pp. 199-220.
30. ↑  The Philocalia of Origen, the text revised with a critical introduction and notes by Joseph Armitage Robinson, Cambridge: University Press, 1893; Origène, Philocalie, par Marguerite Harl, Nicholas de Lange, Éric Junod, II voll., Paris: Les éditions du CERF, 1976-83 (SC, 226, 302).
31. ↑   Andrea Vaccaro, Origene, il vincitore del paradosso biblico, in Avvenire, Milano, 7 gennaio 2010.
32. ↑  Trad. italiana in Origene, Contro Celso. Opere scelte, a cura di Manlio Simonetti, Torino: UTET, 2000 (Classici delle Religioni).
33. ↑  Origène, Sur la Pâque. Traité inédit publié d'après un papyrus de Toura par Octave Guéraud et Pierre Nautin, Paris: Beauchesne, 1979 (Christianisme Antique, 2). Il papiro è il medesimo che trasmette il Dialogo con Eraclide, vd. infra.
34. ↑  Die schrift von Martyrium. Buch I-IV gegen Celsus, hrsg. von Dr. Paul Koetschau, Leipzig: J. C. Heinrichs'sche Buchandlung, 1899 (GCS, 2 = Origenes Werke, 1), pp. 1-47. Traduzione italiana in Origene, La preghiera, Roma: Città Nuova, 1997 (Testi Patristici, 138).
35. ↑  Entretien d'Origène avec Héraclide et les évêques ses collègues sur le Père, le Fils et l'Ame, éd. Jean Schérer, Le Caire: Publications de la Société Fouad Ier de Papyrologie, 1949; vd. anche Entretien d'Origène avec Héraclide, introduction, texte, traduction et notes par Jean Schérer, Paris: Les éditions du CERF, 1960 (SC, 67). Il testo fu tradotto in inglese e commentato da Henry Chadwick in Alexandrian Christianity. Selected translations from Clement and Origen, ed. by H. C. and J. E. L. Oulton, London: SCM-Canterbury Press, 1954 (The Library of Christian Classics, 2).
36. ↑  Die schrift von Martyrium. Buch I-IV gegen Celsus, hrsg. von Dr. Paul Koetschau, Leipzig: J. C. Heinrichs'sche Buchandlung, 1899 (GCS, 2 = Origenes Werke, 1), pp. 49-374; Buch V-VIII gegen Celsus. Die Schrift vom Gebet, hrsg. von Dr. P. K., Leipzig: J. C. Heinrichs'sche Buchandlung, 1899 (GCS, 3 = Origenes Werke, 2), pp. 1-293. Vd. anche Origène, Contre Celse, introduction, texte critique, traduction et notes par Marcel Borret (S.J.), V voll., Paris: Les éditions du CERF, 1969-76 (SC, 132, 136, 147, 150, 227). Trad. italiana in Origene, Contro Celso, a c. di P. Ressa, Brescia: Morcelliana, 2000.
37. ↑  In Matt., ser. 46, Migne, XIII 1667.
38. 1 2  Edouard Bertholet, La reincarnazione nel mondo antico, pp. 277-8, Roma, Mediterranee, 1994.
39. 1 2   La reincarnazione o metempsicosi, su perfettaletizia.it.
40. ↑  In Joan., X, 3.
41. ↑  Philocalia, V, 4-7.
42. ↑  Philocalia, VI, 1-2.
43. ↑  Philocalia, I, 28; cf. X, 1.
44. ↑  Philocalia, X, 1-2.
45. ↑  Jacques Liébaert, Michel Spanneut, Antonio Zani, Introduzione generale allo studio dei Padri della Chiesa, Brescia, Queriniana, 1998, p. 98.
46. ↑  De principis, II 1, 5; In Genes., I, 12, in Migne, XII, 48-9.
47. ↑  De principiis, III 5, 3.
48. ↑  De principiis, II, IX, 6.
49. ↑  De principiis, I 3, 8.
50. ↑  I 6, 2.
51. ↑  De principiis, I 7, 3.
52. ↑   Piero Coda e Graziano Lingua, Esperienza e libertà, 2000,  p. 89.
53. ↑  De principiis, II 2, 1; I 6, 4 ecc.
54. ↑  De principiis, II 2, 2.
55. ↑  Ad esempio, I Cor. xv, 25-28.
56. ↑  De principiis, I 4, 1-3.
57. ↑  Eusebio, Historia ecclesiastica, VI, 26; Palladio, Hist. Laus., 147.
58. ↑  Fozio, Cod. 118.
59. ↑  Patrologia Graeca = P. G., X 210.
60. ↑  P. G., XI 41-85.
61. ↑  Girolamo, De viris illustribus, LXI.
62. ↑  Eusebio, VI, 46.
63. ↑  Fozio, Cod. 232.
64. ↑  P. G., XVII 541-616.
65. ↑  Cod. 106.
66. ↑  De viris illustribus, LXXVI.
67. ↑  Girolamo, Adv. Rufin., I, 6.
68. ↑  Epist. IV ad Serapion., 9 e 10.
69. ↑  De decretis Nic., 27.
70. ↑  (Suidas, Lexicon, ed. Bernhardy, II, 1274: Origenes he panton hemon achone)
71. ↑  (P.G., XLVI 905)
72. ↑  Girolamo, De viris illustribus, XCIII.
73. ↑  Girolamo, Adv. Rufin., I, II; Ad Augustin. Epist., CXII, 20.
74. ↑  (P.G., XVIII 613-673)